# آناهیت آدامیان
آناهیت آدامیان (ارمنی: Անահիտ Ադամյան؛ انگلیسی: Anahit Adamyan زادهٔ ۱۳ مهٔ ۱۹۵۵)، شاعر و نویسنده اهل ارمنستان است.

## زندگی‌نامه
وی در ۱۳ مه ۱۹۵۵ در ایروان به دنیا آمد و از دانشگاه دولتی ایروان فارغ‌التحصیل گشت. وی عضو اتحادیه نویسندگان ارمنستان می‌باشد. وی در آرتاساهمانیان گراکانوتیون و گراکان ترت فعالیت کرده است.